# Губерт Лампо
Губерт Ла́мпо (нід. Hubert Leon Lampo; 1 вересня 1920, Антверпен, Бельгія — 12 липня 2016, Ессен, Бельгія) — бельгійський письменник-фантаст, журналіст і перекладач; один із засновників магічного реалізму у фламандській літературі. 
Magnum opus — «Пришестя Йоахіма Стіллера» (De komst van Joachim Stiller), однойменний головний персонаж якого постає містичною особою, яка спокутує за обставин, що викликають прямі асоціації зі смертю Ісуса. Для автора взагалі є притаманними зв'язки часових подій в один клубок, використання міфологічних систем різних народів у несподівано раціональний спосіб — серед інших він звертається до міфів про Орфея (давньогрецька міфологія), християнських і європейських середньовічних легенд про Святий Ґрааль, вірувань мая про Кетцалькоатля тощо.  

## Джерело
- Комментарии // Чего стоят крылья. Сборник фантастических произведений современных зарубежных писателей. М.: «Советская Россия», 1989, 528 с., — С. 511-512 (рос.)